# Лука Жидята
Лука Жидята (? — 1059) — другий новгородський єпископ, перший ієрарх Київської митрополії, один із книжників князя Ярослава Мудрого.

## Життєпис
Про життя його відомо вкрай небагато. Став єпископом у 1036 році. З його ініціативи стали споруджувати в 1046 році Софійський собор, який Лука освятив 1051 року.
У «Повісті врем'яних літ» сказано про те, що Лука Жидята був приставлений князем Ярославом до свого сина. А інше джерело свідчить, що його обмовив холоп Дудик, якого за це потім покарали, відрізавши ніс та руку. Також відомо те, що його призначили єпископом, на посаді якого він пробув двадцять три роки. Крім того, його суперником на таку посаду був Єфрем, якого князь Ярослав замінив Лукою Жидятою.
1055 року його було викликано на суд до митрополіти Київського. 1058 року Луку Жидяту було виправдано. Помер на зворотньому шляху 15 жовтня 1059 року. Поховано в Софіївському соборі.

## Творчість
Луку Жидяту вважають одним з найвідоміших мислителів Київської Русі. По собі Лука Жидята залишив одну працю — «Повчання до братії [Архівовано 29 березня 2017 у Wayback Machine.]». Твір цікавий тим, що в ньому основне місце займають не релігійні, а етико-соціальні парадигми. Автор у ньому виступає за правдивість, доброту та піклування про нижчих за станом, миролюбність та уникнення злослів'я.
Особливістю твору Луки Жидяти є те, що він більше орієнтований на старозавітні регламентації, що свідчить про те, що християнство спершу приймалося не в євангелівському, а в біблійному варіанті.